# Dirades obscuraria
Dirades obscuraria är en fjärilsart som beskrevs av Moore 1887. Dirades obscuraria ingår i släktet Dirades och familjen Uraniidae. Inga underarter finns listade i Catalogue of Life.